# Леонтович-Андронова, Евгения Александровна
Евгения Александровна Леонтович-Андронова (при рождении Евгения Александровна Леонтович; 6(19) сентября 1905, Киев, Российская империя — 4 января 1997, Нижний Новгород) — советский и российский математик, специалист в области теории дифференциальных уравнений и динамических систем, доктор физико-математических наук (1959), профессор. Внесла значительный вклад в развитие теории колебаний, выполнила цикл работ, посвящённых бифуркации предельных циклов двумерных систем, изучению негрубых систем и их бифуркаций.

## Биография
Родилась 6(19) сентября 1905 года в Киеве в семье физиолога и гистолога А. В. Леонтовича. В 1913 году её отец был избран на должность заведующего кафедрой физиологии Петровско-Разумовского сельскохозяйственного института, и вся семья переехала в Петровское-Разумовское возле Москвы. После окончания школы Леонтович поступила на физико-математический факультет Московского университета и вскоре стала участницей семинара Н. Н. Лузина.
В 1927 году вышла замуж за физика А. А. Андронова, а в 1928 окончила университет. В 1930 году они написали совместную научно-популярную книгу «Лаплас: жизнь, мировоззрение, место в истории науки». В 1931 году переехала вместе с мужем в Нижний Новгород, где была принята на работу в качестве ассистента на физико-математический факультет Горьковского государственного университета и в качестве научного сотрудника Горьковского исследовательского физико-технического института (ГИФТИ), в котором она проработала до 1965 года за исключением нескольких военных лет. В 1946 году защитила кандидатскую диссертацию, а в 1959 году — докторскую диссертацию на тему «Особые траектории динамических систем второго порядка и их бифуркации».
В 1965—1989 годах работала в НИИ прикладной математики и кибернетики, который выделился из состава ГИФТИ в 1964 году. Именно в её отделе сформировалась научная школа Л. П. Шильникова по исследованию многомерных нелинейных динамических систем. В 1967 году награждена орденом «Знак Почёта».
В браке с А. А. Андроновым имела троих детей, один из которых — известный физик А. А. Андронов (младший). Жила в Нижнем Новгороде, скончалась 4 января 1997 года, похоронена на Бугровском кладбище.

## Научная деятельность
Основные публикации (монографии)
- А. А. Андронов, Е. А. Леонтович, И. И. Гордон, А. Г. Майер. Качественная теория динамических систем второго порядка. М.: Наука, 1966.

- А. А. Андронов, Е. А. Леонтович, И. И. Гордон, А. Г. Майер. Теория бифуркаций динамических систем на плоскости. М.: Наука, 1967.

- Н. Н. Баутин, Е. А. Леонтович. Методы и приемы качественного исследования динамических систем на плоскости. М.: Наука, 1990.